# Sol bemolle maggiore

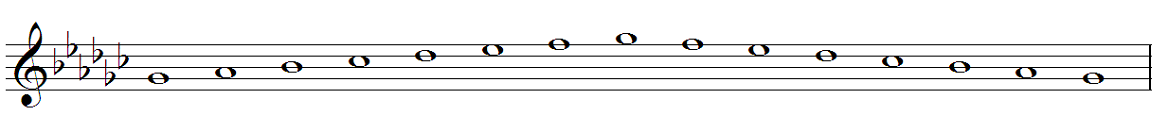
La scala musicale del sol ♭maggiore è sol♭, la♭, si♭, do♭ (si), re♭, mi♭, fa, sol♭ (parte ascendente).

La tonalità di sol bemolle maggiore (G-flat major, Ges-Dur), in musica, è incentrata sulla nota tonica sol bemolle (in pratica equivalente a fa diesis). Può essere abbreviata in Sol♭M  oppure in G♭M , secondo il sistema anglosassone. 

L'accordo di sol bemolle maggiore (triade) è composto da Sol♭, Si♭, Re♭.

L'armatura di chiave è la seguente (sei bemolli):
```

Alterazioni
 (da sinistra a destra): 
si♭, mi♭, la♭, re♭, sol♭, do♭.
```

La rappresentazione coincide con quella della tonalità parallela mi bemolle minore.
Situata in posizione periferica nel circolo delle quinte, la tonalità del sol bemolle maggiore è poco usata. Acusticamente, essa coincide con quella Fa diesis maggiore, meglio rappresentata nella storia della musica. La differenza tra le due tonalità è principalmente il modo in cui vengono annotate sulla carta. Si parla in questo caso di enarmonia.
Per la sua particolarità sulla tastiera del pianoforte, lo Studio op. 10 n. 5 di Chopin, appunto composto in Sol bemolle maggiore, è stato chiamato tasti neri.